# Nazionale maschile di hockey su pista del Venezuela
La nazionale di hockey su pista del Venezuela è la selezione maschile di hockey su pista che rappresenta il Venezuela in ambito internazionale.
Ha preso parte al campionato Sudamericano di hockey su pista nel 1954, 1956 e nel 1959. Nel 1988 e nel 1990 ha partecipato al campionato del mondo B di hockey su pista, classificandosi rispettivamente al 7º e al 16º posto.